# Chay Suede
Roobertchay Domingues da Rocha Filho (Vila Velha 30 de junio de 1992) es un cantante y actor brasileño.

## Biografía
Fue uno de los seis jugadores brasileños de la telenovela Rebelde. Participó de la quinta temporada del reality show de Brasil Ídolos, en 2010, donde terminó en cuarto lugar.

## Vida personal
Fue novio de la actriz de Rebelde, Sophia Abrahão durante diez meses y de la cantante brasileña Manu Gavassi de 2011 hasta 2014.

## Carrera
| Televisión | Televisión         | Televisión                         | Televisión                           | Televisión |
| Año        | Telenovela         | Papel                              | Notas                                |            |
| ---------- | ------------------ | ---------------------------------- | ------------------------------------ | ---------- |
| 2010       | Ídolos             | Él mismo                           | Participante (4º lugar)              |            |
| 2011/2012  | Rebelde            | Tomás Campos Sales Penedo          | Rol principal                        |            |
| 2014       | Milagres de Jesus  | Gerson                             | Episodio: "A Cura da Mão Ressequida" |            |
| 2014       | Imperio            | José Alfredo de Medeiros           | Rol principal (1ª fase)              |            |
| 2015       | Mujeres ambiciosas | Rafael Marcondes                   | Rol principal                        |            |
| 2016       | Sombras del Ayer   | Pedro Guedes Leitão (joven)        | Rol principal (1ª fase)              |            |
| 2017       | Novo Mundo         | Joaquim Martinho                   | Rol principal                        |            |
| 2018       | Segundo Sol        | Ícaro                              | Rol principal                        |            |
| 2019       | Amor de Mãe        | Danilo Lopes Viana                 | Rol principal                        |            |
| 2022       | Travesía           | Ariovaldo «Ari» Fernandes de Souza | Rol principal                        |            |
| 2024       | Mania de Você      | Mavi                               | Rol principal                        |            |

### Cine
| Año  | Título                         | Papel         |
| ---- | ------------------------------ | ------------- |
| 2013 | No Capricho: O Filme           | Él mismo      |
| 2014 | Lascados                       | Felipe        |
| 2015 | Jonas                          | Fê            |
| 2016 | A Frente Fria que a Chuva Traz | Espeto        |
| 2017 | O Banquete                     | Ted           |
| 2017 | Minha Fama de Mau              | Erasmo Carlos |

## Discografía

### Solista
| Año  | Álbum |
| ---- | --- |
| 2013 | Chay Suede - Lanzamiento: 18 de octubre de 2013 - Discográfica: Universal Music - Formatos: CD, descarga digital |

### ConRebeldeS
| Año  | Álbum |
| ---- | --- |
| 2011 | Rebeldes - Lanzamiento: 30 de septiembre - Discográfica: EMI Music - Formatos: CD, descarga digital           |
| 2012 | Rebeldes: Ao vivo - Lanzamiento: 11 de abril - Discográfica: EMI Music - Formatos: CD, descarga digital       |
| 2012 | Meu Jeito, Seu Jeito - Lanzamiento: 7 de diciembre - Discográfica: EMI Music - Formatos: CD, descarga digital |